# Bematistes albicolor
Bematistes albicolor är en fjärilsart som beskrevs av Karsch 1895. Bematistes albicolor ingår i släktet Bematistes och familjen praktfjärilar. Inga underarter finns listade i Catalogue of Life.